# 대전동화중학교
대전동화중학교(大田東華中學校)는 대한민국 대전광역시 유성구 관평동에 있는 공립 중학교이다.

## 학교 연혁
- 2005년 11월 2일 : 대전동화중학교 설립인가(7학급)
- 2006년 3월 2일 : 개교(7학급 237명)
- 2006년 3월 2일 : 초대 이향희 교장 취임
- 2008년 1월 2일 : 학급 증설(학급 24, 특 1)
- 2011년 11월 17일 : '좋은 학교' 선정
- 2014년 8월 18일 : 식당(급식실) 준공
- 2015년 6월 26일 : '학교 숲 가꾸기' 사업 완료
- 2015년 12월 21일 : 어울림프로그램 운영학교 선정
- 2016년 4월 12일 : 2016신체활동 7560+운동 선도학교 선정
- 2022년 3월 2일 : 제6대 곽필선 교장 취임
- 2024년 2월 7일 : 제18회 졸업식(8학급 246명)

## 참고 자료
- 대전동화중학교 - 한국교육학술정보원 학교알리미